# Зелепукин, Валерий Михайлович
Валерий Михайлович Зелепукин (род. 17 сентября 1968, Воскресенск, Московская область) — хоккеист, левый нападающий. Серебряный призёр молодёжного чемпионата мира 1988 года. Бронзовый призёр чемпионата мира 1991 года. Серебряный призёр Олимпийских игр 1998 года. Победитель Кубка Стэнли 1995 года. Заслуженный мастер спорта России (1998).

## Биография
В 1984—87 играл в «Химике» (Воскресенск) — 54 игры, 3 гола, 2 передачи. Сезон 1987—88 разделил между СКА МВО и ЦСКА. Сезон 1988-89 в ЦСКА — 17 игр, 5 очков (2+3). С 1989 по 1991 снова в «Химике» — 92 игры, 62 очка (29+33). После перехода в 1991 году в «Ютика Девилз» (филиал «Нью-Джерси Девилз»), драфт в 11 раунде под общим 221 номером, в том же году попадает в основную команду. В сезоне 1994/1995 на тренировке в результате случайного удара клюшкой в глаз от защитника Брюса Драйвера получил серьёзную травму (полностью зрение не восстановилось), но после несколько операций через три месяца вернулся в строй и вместе с командой выиграл Кубок Стэнли.
4 января 1998 года обменян из «Нью-Джерси» в «Эдмонтон» вместе с Биллом Герином на Джэйсона Арнотта и Брайана Мьюра. В феврале в составе сборной России завоевал серебро на Олимпийских играх в Нагано. 5 октября 1998 года обменян в «Филадельфию» на Даниэля Лакруа. 18 июля 2000 года, имея статус свободного неограниченного агента, подписал контракт с «Чикаго».
Проведя сезон 2001/2002 гг. в АХЛ, вернулся в Россию, сыграв в НХЛ больше 600 матчей. Играл за «Ак Барс» (2002-03) и СКА (2003-05). В сезоне 2003/2004 набрал 34 очков (19+15) в 58 матчах за СКА и был приглашён в сборную России на чемпионат мира. Карьеру завершил после сезона 2005/06, проведённого в подмосковном «Химике».
С 27 января 2014 года по 14 ноября 2016 года работал спортивным директором новокузнецкого «Металлурга». С 28 августа по 24 сентября 2014 года — и. о. главного тренера.
В 2017—2018 годах — генеральный менеджер ХК «Северсталь» (Череповец).

## Награды и достижения
- Серебряный призёр молодёжного чемпионата мира (1988);
- Чемпион СССР (1988, 1989);
- Бронзовый призёр Кубка Стэнли (1990);
- Бронзовый призёр чемпионата мира по хоккею (1991);
- Обладатель Кубка Стэнли (1995);
- Серебряный призёр Олимпиады-1998[3][1].